# كمية فيزيائية متجهة
في العلوم الطبيعية، تُعرَف الكمية المتجهة (وتُسمى أيضًا الكمية الفيزيائية المتجهة، أو المتجه الفيزيائي، وأحيانًا ببساطة المتجه) بأنها كمية فيزيائية ذات قيمة متجهة. تُعرَّف هذه الكمية على أنها حاصل ضرب وحدة قياس وقيمة عددية متجهة (كمية لابعدية)، وغالبًا ما تُصاغ الكمية المتجهة متجهًا إقليديًا ذو معيار واتجاه. على سبيل المثال، يمكن تمثيل متجه الموضع في الفضاء المادي بثلاثة إحداثيات ديكارتية بوحدة نظام الوحدات الدولي (SI) بوحدة المتر.

## المتجهات في الفيزياء والهندسة
في الفيزياء والهندسة، وخاصة في الميكانيكا،  قد تحتوي الكميات المتجهة على بنية إضافية مقارنة بالمتجهات الهندسية.  ويُعرف المتجه المقيد، على أنه ممتجه ذو نقطة تطبيق أو نقطة عمل محددة. وتُصاغ كميات المتجهات المقيدة على شكل قطعة مستقيمة موجهة، مع نقطة بداية محددة، بالإضافة إلى مقدار واتجاه المتجه الرئيس. وعلى سبيل المثال، تتضمن القوة المؤثرة على المستوى الإقليدي مكونين ديكارتيين بوحدة نظام الوحدات الدولي نيوتن ومتجه موضع ثنائي الأبعاد مصاحب بوحدة المتر، بإجمالي أربعة أرقام على المستوى (وستة في الفضاء). وهناك مثال أبسط على متجه مقيد، والمتمثل في متجه الانسحاب من نقطة بداية إلى نقطة نهاية؛ وفي هذه الحالة، يكون المتجه المقيد عبارة عن زوج مرتب من النقاط في نفس مساحة الموضع، حيث يكون لجميع الإحداثيات نفس التحليل البعدي (نفس البعد الكمي (الطول) والوحدة (متر)).

## أنواع المتجهات
المتجه المقيد: يُحدد بمقدار، اتجاه، ونقطة بداية. مثال بسيط على ذلك هو متجه الإزاحة الذي يربط بين نقطتين في الفضاء.
المتجه المنزلق هو مزيج من كمية متجهة عادية وخط الفعل أو خط العمل، حيث يمكن نقل كمية المتجه (بدون دوران).
المتجه الحر هو كمية متجهة لها دعم أو منطقة تطبيق غير محددة؛ ويمكن ترجمتها بحرية دون أية عواقب؛ ويمكن النظر إلى متجه الإزاحة على أنه مثال نموذجي للمتجه الحر.

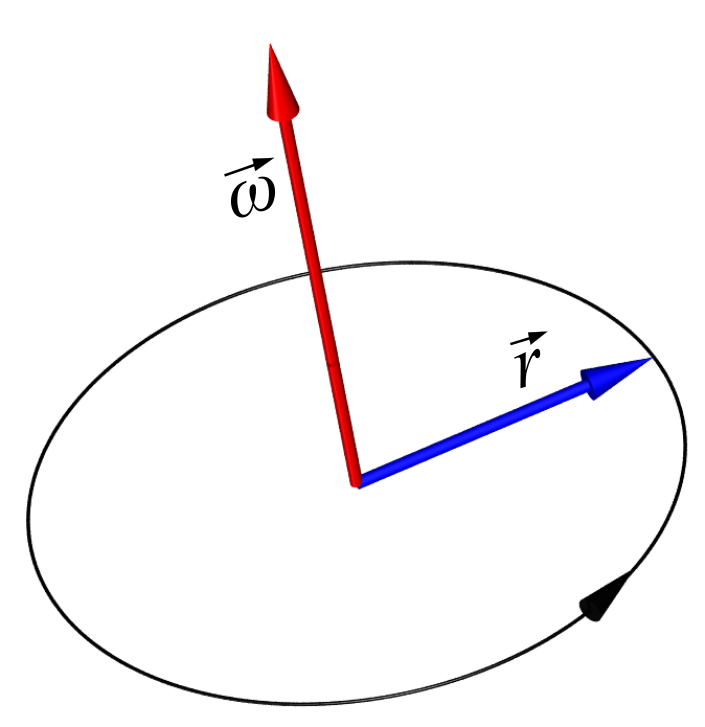

## الفضاءات المختلفة للمتجهات
وبغض النظر عن مفهوم الوحدات والدعم، فإن كميات المتجهات الفيزيائية قد تختلف أيضًا عن المتجهات الإقليدية من حيث الفضاء المتري. فعلى سبيل المثال، يمكن تمثيل حدث في الزمكان بوصفه متجه موضعي رباعي، مع وحدة مشتقة متماسكة من الأمتار: فهو يتضمن متجه موضعي إقليدي ومكون زمني، t. c 0 (تتضمن سرعة الضوء ). في هذه الحالة، يتم اعتماد فضاء مينكوفسكي بدلاً من المقياس الإقليدي.

## تعميم الكميات المتجهة
كميات المتجهات هي بمثابة تعميم لكميات سلمية، ويمكن تعميمها بشكل أكبر بوصفه كميات موترية . كما يمكن ترتيب المتجهات الفردية في تسلسل على مدار الوقت (متسلسلة زمنية)، مثل متجهات الموضع التي تقوم بتقسيم المسار. قد ينتج متجه أيضًا عن التقييم، في لحظة معينة، لدالة متجهة متصلة ( معادلة البندول ، مثلاً).

## الحقول المتجهات
تشمل الكميات المتجهة في العلوم الطبيعية أيضًا "كمية المتجهات" (الحقول المتجهات) المحددة على منطقة ثنائية أو ثلاثية الأبعاد من الفضاء، مثل تمثيل سرعة الرياح على سطح الأرض. 

## المتجهات الزائفة
تُستخدم مصطلحات مثل المتجهات الزائفة، أو ما يطلق عليه أشباه المتجهات، أو المتجهات الثنائية، أوما يطلق عليها المتجهات الازدواجية، لوصف كميات متجهة لها خصائص خاصة ضمن الأنظمة الفيزيائية.